# Новий Усад (Рузаєвський район)
Новий Уса́д (рос. Новый Усад, ерз. Новый Усад) — село у складі Рузаєвського району Мордовії, Росія. Входить до складу Русько-Баймаковського сільського поселення.

## Населення
Населення — 80 осіб (2010; 95 у 2002).
Національний склад (станом на 2002 рік):
- мокшани — 97 %